# 정공 도문
정공 도문(丁公陶文) 혹은 딩공(Dinggong) 도문은 1992년 중국 산동대학(山東大學) 고고학대원이 산동성(山東省) 추평현(鄒平縣) 정공 유적(丁公遺址)에서 발굴해 낸 평평한 바닥의 도분(陶盆, 도기 동이)에서 발견된 문자이다. 발견된 문자는 연대가 용산문화(龍山文化) 말기에 해당하며, 은상(殷商) 갑골문(甲骨文)보다 이른 시기에 만들어진 것이다. 중국 학계에서는 정공 도문이 성숙한 서면 문자 체계를 갖추고 있으며, 현재 발견된 가장 오래된 중국 문자로 인정하고 있다. 이 문자는 산동 지역에 거주하였던 동이인(東夷人)이 발명한 것으로 보인다.
정공 도문은 대문구 도문(大汶口陶文)을 계승하고 있으나, 은상 갑골문의 구조와 명확한 차이가 있다. 학계에서는 정공 도문과 한자(漢字)와의 관련성을 계속 연구하고 있다.

## 발견 과정
정공 도문은 직렬 5행으로 11글자이다.

## 학술 연구
정공 도문은 방괴자(方塊字)이며, 한장어족(漢藏語族)의 언어적 특성을 갖추고 있으나, 은상 갑골문 구조와 큰 차이를 보인다.
정공 도문과 현대 한자의 관계는 학자마다 견해가 다르다. 일부는 정공 도문과 갑골문이 유래가 같으며 한자의 선조라고 본다. 중국학자 이학근(李學勤)은 정공 도문이 당시 사용한 속체자(俗體字)이며 이로 인해 서사 방식이 갑골문과 다르다고 주장한다. 일본학자 마쓰마루 미치오(松丸道雄)는 갑골문과 정공 도문은 같은 조상 문자에서 발전한 것이지만, 서로 분리되어 발전하면서 양자는 먼 친척과 같아졌기에 구조가 다르다고 본다.
중국학자 고명(高明)과 구석규(裘錫圭)는 정공 도문은 멸절된 문자이며 초기 인류가 버리고 계승하지 않았으며 한자의 선구체이지만, 갑골문과 현대 한자의 선조는 아니라고 주장한다. 이은전(李恩田)은 정공 도문이 동이인이 만든 문자라고 주장한다. 유위초(俞偉超)는 정공 도문은 동이문자(東夷文字)이며, 은의 갑골문이나 주(周)의 금문(金文)은 이와 평행으로 발전한 문자이며 유래도 다르다고 본다. 풍시(馮時)는 정공 도문은 옛 이문(彝文)이며, 이족(彝族)이 만든 것으로 동이문자라고 주장한다.